# Банк ъф Америка Плаза
Банк ъф Америка Плаза е небостъргач разположен между Мидтаун Атланта и Даунтаун Атланта в Атланта, щата Джорджия в САЩ. Със своята височина от 317 m сградата е 60-а най-висока в света, 10-а най-висока в САЩ, и най-високата сграда в щата Джорджия към 2014 г. Освен това Банк ъф Америка Плаза е най-високата сграда намираща се в столица на щат извън щатските столици Чикаго и Ню Йорк. Небостъргачът има 55 етажа и е завършен през 1992 г. под името НейшънсБанк Плаза.
Към 2014 г. най-големия наемател е адвокатската кантора Троутман Сандерс.

## Галерия
- Табела пред сградата
- Гледка към небостърга от Уестин Пийчтри Плаза
- Изглед към Банк ъф Америка Плаза от улица Пийчтри